# Schermi Apple
Apple Inc. attualmente vende una linea di display TFT e ha una linea di computer basati su un display CRT.

## Schermi CRT

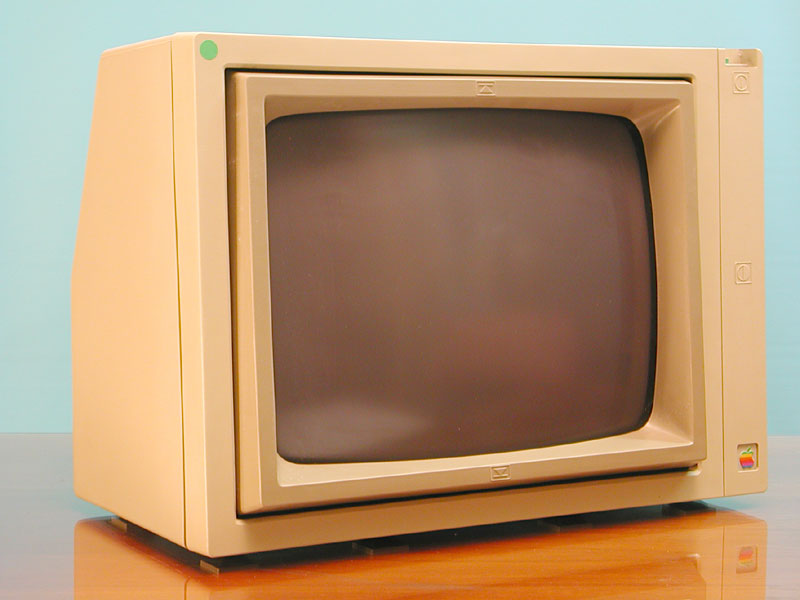
Il Monitor //, un CRT monocromatico per l'Apple II.

La storia degli schermi prodotti da Apple parte nel 1977 con la distribuzione del monitor per l'Apple II Apple CRT Displays presentato il 1977. Il monitor era in grado di visualizzare 80 x 24 caratteri in modo monocromatico. Quando venne distribuito l'Apple III venne distribuita anche lo schermo corrispondente. Nel 1983 venne distribuito il monitor monocromatico per le macchine iie e iic, questo display erano monocromatico ma dotato di un'alta risoluzione. Sopportava 192x60 caratteri ed erano di 12 pollici. La linea per Apple II comprendeva anche n monitor a colori, il primo display in grado di mostrare i colori venne distribuito nel 1983 si chiamava AppleColor 100 e venne anche distribuito l'AppleColor Composite Monitor IIe che era in grado di mostrare solo caratteri. L'AppleColor RGB venne presentato nel 1986 e aveva una risoluzione di 640x200. L'Apple Color High resolution venne introdotto nel 1987 e era l'ultimo display compatibile con l'Apple II. Solo l'AppleIIGS lo sopportava, aveva una risoluzione di 640x480.
La seconda generazione di schermi venne inclusa negli Apple Macintosh. Inizialmente si utilizzava un disply di 9" monocromatico con una risoluzione di 512x384 punti. Tutti i modelli derivati da quello classico avranno questo schermo. Il primo computer col supporto per lo schermo esterno è stato il Macintosh II. Questo computer aveva un case espandibile come quello di un IBM-compatibile e quindi non era dotato di monitor integrato. Ma utilizzando gli slot e riempiendoli di schede grafiche era in grado di gestire fino a sette schermi contemporaneamente. Gli schermi da 12", 16" e 21 sopportavano le risoluzioni di 560x384, 832x623 e in modo monocromatico 1152x870. Il monitor monocromatico era stato creato per l'industria dell'editoria, per un impaginatore è molto utile potere vedere a schermo un'anteprima in alta risoluzione delle pagine da stampare. Il monitor da 12" invece è stato creato per il mercato di fascia bassa.
La terza generazione di schermi venne presentata nel 1992 e il suo primo esponente era il Macintosh Color Display il primo schermo prodotto da Apple di tipo Trinitron. Il primo monitor che includeva anche delle casse integrate fu l'AudioVision 14". Venne presentato dato che il settore del multimedia si stava espandendo e era sorta la necessità di avere un'uscita audio anche nel mercato professionale. Il mercato venne diviso in due segnmenti, il primo necessitava di schermi con capacità multimediale e gli schermi AppleVision erano rivolti verso questo mercato, il secondo segmento non desiderava le casse integrate nel monitor dato che tendevano a distorcere i colori e erano considerare dei giocattoli, per questo mercato erano disponibili degli schermi AppleVision senza casse. La serie AppleVision fu rinominata da Steve Jobs ColorSync quando ritorno al vertice dell'Apple. Jobs decise anche di sfoltire la linea e elimino tutti i modelli ad eccezione del modello da 17" e 20".
La quarta generazione venne distribuita in contemporanea con i Power Macintosh G3 Blu e Bianco. Era caratterizzata da una plastica traslucida (inizialmente bianca e blu, poi nera e grigia dopo l'introduzione del Power Macintosh G4). Gli schermi erano disegnato con la stessa linea traslucida degli iMac. Gli schermi Apple Studio Display erano CRT disponibili nei modelli da 17" e da 21", utilizzavano la tecnologia Trinitron L'ultimo schermo CRT prodotto da Apple è Apple Studio Display, presentato col Power Mac Cube, era costruito con della plastica trasparente che ricordava il cube e era dotato del nuovo connettore che riuniva video e alimentazione in un solo cavo, in più di due USB sulla parete destra del monitor per il collegamento della tastiera, e di un'ulteriore periferica.

## Schermi TFT
Il primo modello di monitor TFT presentato da Apple è l'LCD IIc Flat Panel Display che venne presentato nel 1985 e era progettato per l'Apple II. Ma lo schermo era costoso, aveva una risoluzione strana e non ha mai venduto bene. Venne abbandonato nel 1990.
La seconda generazione di schermi TFT venne presentata il 17 marzo 1998 con l'Apple Studio Display, un monitor da 15" con risoluzione di 1028x768. È interessante notare che questo schermo utilizzava della plastica traslucida per il case come iMac. Nel gennaio 1999 i colori diventeranno blu e bianco, per meglio adattarsi al Power Macintosh G3. L'anno successivo i colori cambiano nuovamente per adattarsi alla linea del nuovo Power Macintosh G4 e il connettore passa da il solito VGAa un connettore DVI.

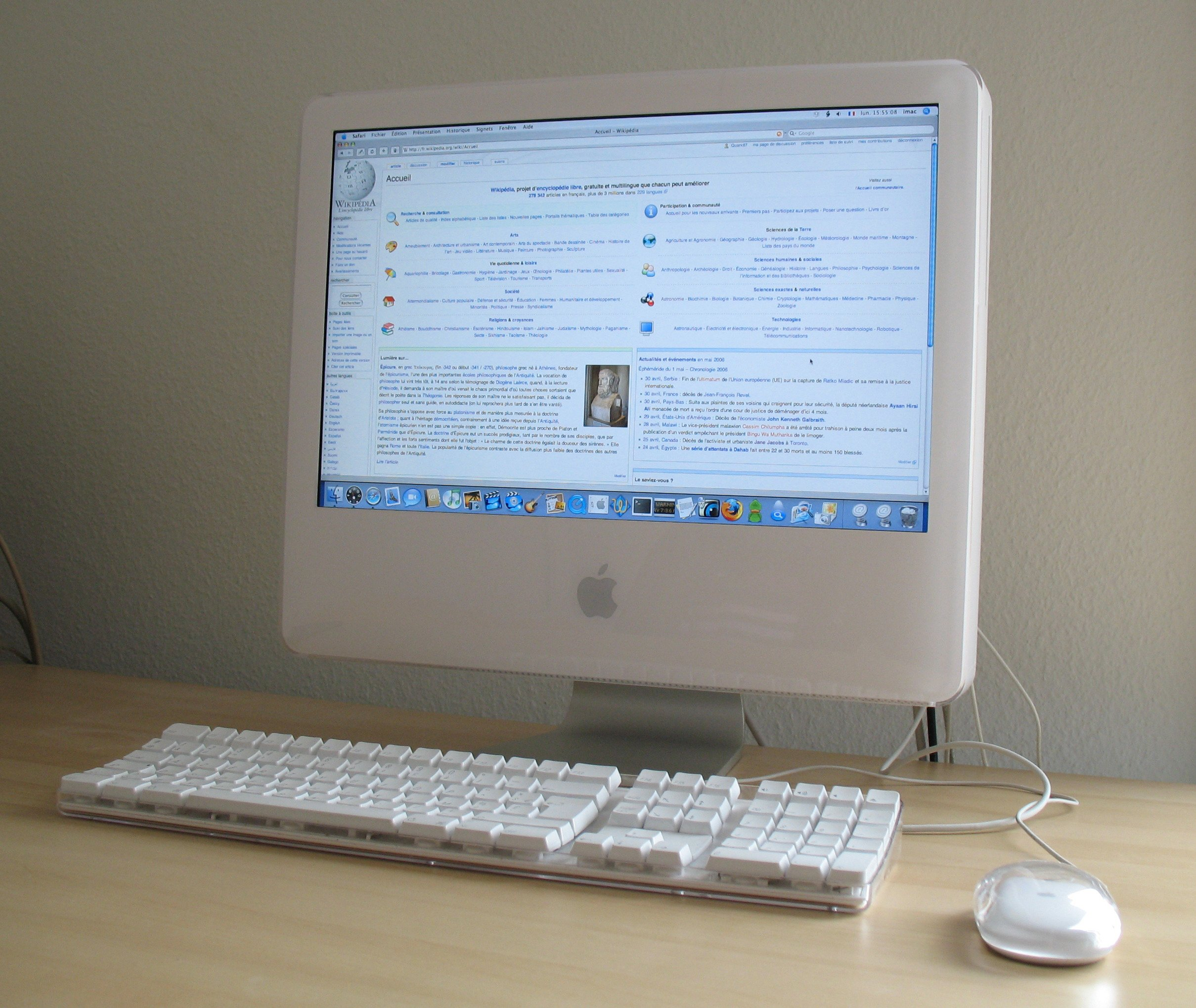
Il monitor dell'iMac G5 da 20"

La terza generazione di schermi venne introdotta nel 1999 con l'Apple Cinema Display, un generoso monitor da 22" widescreen che venne presentato in contemporanea con i Power Macintosh G4 Inizialmente il monitor era vendibile solo come opzione del Power Macintosh G4 e utilizzava il connettore DVI. Il monitor aveva una risoluzione di 1699x1024, il design ricordava molto lo Studio Display e l'iMac. Nel 2000 il Cinema Display da 22" venne presentato, oltre ad avere una dimensione superiore del predecessore, era dotato del nuovo connettore Apple e venne modificato anche il Cinema Display per includervi il nuovo connettore. Nel 2001 venne presentato lo Studio Display da 17" con una risoluzione di 1280x1024. Nel 2002 Apple presenta il Cinema Display HD, un monitor widescreen da 23" con risoluzione di 1920x1200. Nel 2003 Apple presenta il Cinema Display da 20" che rimpiazza il monitor da 22" dismesso. Il 20" ha una risoluzione di 1680x1050.
La quarta generazione degli schermi TFT viene presentata nel 2004 e sono tre modelli. Vengono presentati gli schermi da 20", 23" e 30", i monitor sono racchiusi in un sottile involucro di alluminio e seguono lo stile dei Power Mac G5. Lo schermo da 20" ha una risoluzione di 1680x1050 punti, il 23" ha una risoluzione di 1920x1200 punti e il 30" ha una risoluzione di 2560x1600. Il 30" richiede uno speciale connettore DVI doppio dato che un singolo connettore DVI non è in grado di trasmettere tutte le informazioni visualizzabili dal monitor. Apple vende la nuova NVIDIA GeForce 6800 Ultra DDL come opzione dei Power Mac G5. Questa scheda grafica è dotata di due DVI doppi e quindi è in grado di controllare simultaneamente due monitor da 30" e quindi può gestire fino a 8,2 milioni di punti simultaneamente.

## Modelli
- Monitor monocromatici
- Monitor a colori
- AudioVision
- Multiple Scan
- Monitor AppleVision/ColorSync
- Apple Studio Display
- Apple Cinema Display